# Pinatar Cup 2022
De Pinatar Cup 2022 was de tweede editie van de Pinatar Cup. Het is een internationaal vriendschappelijk vrouwenvoetbaltoernooi en werd gehouden van 16 februari tot en met 21 februari 2022. Het toernooi werd gehouden in San Pedro del Pinatar, in de regio Murcia, in Spanje.
Voor het eerst in de geschiedenis namen er 8 landen deel aan het toernooi. Dit was een verdubbeling van de 4 deelnemers aan de 1e editie, waardoor er ook dubbel zoveel wedstrijden gespeeld werden.
België won het toernooi door in de finale Rusland te verslaan na strafschoppen.

## Deelnemende landen
| Land      | FIFA-ranking (December 2021) | Eerdere deelnames |
| --------- | ---------------------------- | ----------------- |
| België    | 20                           | 1e deelname       |
| Schotland | 23                           | 2020              |
| Rusland   | 25                           | 1e deelname       |
| Polen     | 30                           | 1e deelname       |
| Ierland   | 31                           | 1e deelname       |
| Wales     | 33                           | 1e deelname       |
| Hongarije | 43                           | 1e deelname       |
| Slowakije | 44                           | 1e deelname       |

## Knock-outfase
Bij een gelijke stand na 90 minuten werden er geen verleningen gespeeld, maar besliste een strafschoppenreeks over wie er de wedstrijd won.
|  | kwartfinale | kwartfinale |             |      | halve finale | halve finale |   |  | finale | finale |
|  |             |             |             |      |              |              |   |  |        |        |
|  | 16 februari |             |             |      |              |              |   |  |        |        |
|  |             |             |             |      |              |              |   |  |        |        |
|  | Slowakije   | 0           |             |      |              |              |   |  |        |        |
|  | Slowakije   | 0           | 19 februari |      |              |              |   |  |        |        |
|  | België      | 4           |             |      |              |              |   |  |        |        |
|  | België      | 4           | België      | 0(3) |              |              |   |  |        |        |
|  | 16 februari |             | België      | 0(3) |              |              |   |  |        |        |
|  |             | Wales       | 0(1)        |      |              |              |   |  |        |        |
|  | Wales       | Wales       | 0(1)        | 3    |              |              |   |  |        |        |
|  | Wales       |             | 22 februari | 3    |              |              |   |  |        |        |
|  | Schotland   | 1           |             |      |              |              |   |  |        |        |
|  | Schotland   | 1           | België      | 0(7) |              |              |   |  |        |        |
|  | 16 februari |             | België      | 0(7) |              |              |   |  |        |        |
|  |             | Rusland     | 0(6)        |      |              |              |   |  |        |        |
|  | Hongarije   | Rusland     | 0(6)        | 2(0) |              |              |   |  |        |        |
|  | Hongarije   | 19 februari |             | 2(0) |              |              |   |  |        |        |
|  | Rusland     | 2(3)        |             |      |              |              |   |  |        |        |
|  | Rusland     | 2(3)        | Rusland     | 1    | derde plaats | derde plaats |   |  |        |        |
|  | 16 februari |             | Rusland     | 1    | derde plaats | derde plaats |   |  |        |        |
|  |             | Ierland     | 0           |      |              |              |   |  |        |        |
|  | Ierland     | Ierland     | 0           | 2    |              |              |   |  |        |        |
|  | Ierland     |             |             |      |              | Wales        | 0 |  |        |        |
|  | Polen       | 1           |             |      |              | Wales        | 0 |  |        |        |
|  | Polen       | 1           | Ierland     | 1    |              |              |   |  |        |        |
|  |             |             | Ierland     | 1    |              |              |   |  |        |        |

### Kwartfinales
|                                               |                             |       |                  | |
| woensdag 16 februari 2022 15.30 Kwartfinale 1 | Ierland                     | 2 – 1 | Polen            | Centro de Fútbol La Manga Club, La Manga del Mar Menor Toeschouwers: 52 Scheidsrechter: Zuzana Valentová |
| woensdag 16 februari 2022 15.30 Kwartfinale 1 | Lu. Quinn 66' Lo. Quinn 75' |       | 49' (pen.) Dudek | Centro de Fútbol La Manga Club, La Manga del Mar Menor Toeschouwers: 52 Scheidsrechter: Zuzana Valentová |

|                                               |                                       |       |                | |
| woensdag 16 februari 2022 15.30 Kwartfinale 2 | Wales                                 | 3 – 1 | Schotland      | Pinatar Arena Football Center, San Pedro del Pinatar Toeschouwers: 79 Scheidsrechter: Lucie Šulcová |
| woensdag 16 februari 2022 15.30 Kwartfinale 2 | Fishlock 45+6' (pen.) 53' Harding 61' |       | 45+3' Clelland | Pinatar Arena Football Center, San Pedro del Pinatar Toeschouwers: 79 Scheidsrechter: Lucie Šulcová |

|                                               |                      |       |                          | |
| woensdag 16 februari 2022 20.30 Kwartfinale 3 | Hongarije            | 2 – 2 | Rusland                  | Centro de Fútbol La Manga Club, La Manga del Mar Menor Toeschouwers: 100 Scheidsrechter: Miriama Bočková |
| woensdag 16 februari 2022 20.30 Kwartfinale 3 | Zeller 54' 71'       |       | Sjeina 51' Lazareva 62'  | Centro de Fútbol La Manga Club, La Manga del Mar Menor Toeschouwers: 100 Scheidsrechter: Miriama Bočková |
| woensdag 16 februari 2022 20.30 Kwartfinale 3 | Strafschoppen        |       |                          | Centro de Fútbol La Manga Club, La Manga del Mar Menor Toeschouwers: 100 Scheidsrechter: Miriama Bočková |
| woensdag 16 februari 2022 20.30 Kwartfinale 3 | Csiszár Zágor Kocsán | 0 – 3 | Kasina 1 Morina Fedorova | Centro de Fútbol La Manga Club, La Manga del Mar Menor Toeschouwers: 100 Scheidsrechter: Miriama Bočková |

|                                               |           |                                                    |        | |
| woensdag 16 februari 2022 20.30 Kwartfinale 4 | Slowakije | 0 – 4                                              | België | Pinatar Arena Football Center, San Pedro del Pinatar Toeschouwers: 50 Scheidsrechter: Veronika Kovářová |
| woensdag 16 februari 2022 20.30 Kwartfinale 4 |           | 33' Eurlings 71' Cayman 89' De Caigny 90' Wijnants |        | Pinatar Arena Football Center, San Pedro del Pinatar Toeschouwers: 50 Scheidsrechter: Veronika Kovářová |

### Halve finales

#### Verliezers halve finales
|                                                           |           |                        |           | |
| zaterdag 19 februari 2022 15.30 Verliezers halve finale 1 | Slowakije | 0 – 2                  | Schotland | Pinatar Arena Football Center, San Pedro del Pinatar Toeschouwers: 34 Scheidsrechter: Veronika Kovářová |
| zaterdag 19 februari 2022 15.30 Verliezers halve finale 1 |           | 3' Harrison 27' Thomas |           | Pinatar Arena Football Center, San Pedro del Pinatar Toeschouwers: 34 Scheidsrechter: Veronika Kovářová |

|                                                           |                        |       |                 | |
| zaterdag 19 februari 2022 15.30 Verliezers halve finale 2 | Hongarije              | 2 – 1 | Polen           | Centro de Fútbol La Manga Club, La Manga del Mar Menor Toeschouwers: 43 Scheidsrechter: Miriama Bočková |
| zaterdag 19 februari 2022 15.30 Verliezers halve finale 2 | Csiszár 15' Vágó 90+1' |       | 20' Zawistowska | Centro de Fútbol La Manga Club, La Manga del Mar Menor Toeschouwers: 43 Scheidsrechter: Miriama Bočková |

#### Halve finales
|                                                |             |       |         | |
| zaterdag 19 februari 2022 20.30 Halve finale 1 | Rusland     | 1 – 0 | Ierland | Centro de Fútbol La Manga Club, La Manga del Mar Menor Toeschouwers: 52 Scheidsrechter: Zuzana Valentová |
| zaterdag 19 februari 2022 20.30 Halve finale 1 | Lazareva 7' |       |         | Centro de Fútbol La Manga Club, La Manga del Mar Menor Toeschouwers: 52 Scheidsrechter: Zuzana Valentová |

|                                                |                                 |       |                              | |
| zaterdag 19 februari 2022 20.30 Halve finale 2 | België                          | 0 – 0 | Wales                        | Pinatar Arena Football Center, San Pedro del Pinatar Toeschouwers: 89 Scheidsrechter: Lucie Šulcová |
| zaterdag 19 februari 2022 20.30 Halve finale 2 |                                 |       |                              | Pinatar Arena Football Center, San Pedro del Pinatar Toeschouwers: 89 Scheidsrechter: Lucie Šulcová |
| zaterdag 19 februari 2022 20.30 Halve finale 2 | Strafschoppen                   |       |                              | Pinatar Arena Football Center, San Pedro del Pinatar Toeschouwers: 89 Scheidsrechter: Lucie Šulcová |
| zaterdag 19 februari 2022 20.30 Halve finale 2 | 1 Minnaert Blom Eurlings Cayman | 3 – 1 | Green Estcourt Woodham James | Pinatar Arena Football Center, San Pedro del Pinatar Toeschouwers: 89 Scheidsrechter: Lucie Šulcová |

### Finalewedstrijden
|                                                          |                             |       |       | |
| dinsdag 22 februari 2022 15.30 Wedstrijd om de 7e plaats | Slowakije                   | 2 – 0 | Polen | Centro de Fútbol La Manga Club, La Manga del Mar Menor Toeschouwers: 18 Scheidsrechter: Lucie Šulcová |
| dinsdag 22 februari 2022 15.30 Wedstrijd om de 7e plaats | Mikolajova 55' Semanova 83' |       |       | Centro de Fútbol La Manga Club, La Manga del Mar Menor Toeschouwers: 18 Scheidsrechter: Lucie Šulcová |

|                                                          |                      |       |                              | |
| dinsdag 22 februari 2022 20.30 Wedstrijd om de 5e plaats | Schotland            | 0 – 0 | Hongarije                    | Centro de Fútbol La Manga Club, La Manga del Mar Menor Toeschouwers: 18 Scheidsrechter: Veronika Kovářová |
| dinsdag 22 februari 2022 20.30 Wedstrijd om de 5e plaats |                      |       |                              | Centro de Fútbol La Manga Club, La Manga del Mar Menor Toeschouwers: 18 Scheidsrechter: Veronika Kovářová |
| dinsdag 22 februari 2022 20.30 Wedstrijd om de 5e plaats | Strafschoppen        |       |                              | Centro de Fútbol La Manga Club, La Manga del Mar Menor Toeschouwers: 18 Scheidsrechter: Veronika Kovářová |
| dinsdag 22 februari 2022 20.30 Wedstrijd om de 5e plaats | Emslie Kerr Clelland | 3 – 1 | Vágó 1 Zeller Németh Savanya | Centro de Fútbol La Manga Club, La Manga del Mar Menor Toeschouwers: 18 Scheidsrechter: Veronika Kovářová |

|                                                          |       |                |         | |
| dinsdag 22 februari 2022 15.30 Wedstrijd om de 3e plaats | Wales | 0 – 1          | Ierland | Pinatar Arena Football Center, San Pedro del Pinatar Toeschouwers: 73 Scheidsrechter: Miriama Bočková |
| dinsdag 22 februari 2022 15.30 Wedstrijd om de 3e plaats |       | 25' O'Sullivan |         | Pinatar Arena Football Center, San Pedro del Pinatar Toeschouwers: 73 Scheidsrechter: Miriama Bočková |

|                                       |                                                                              |       |                                                                                | |
| dinsdag 22 februari 2022 20.30 Finale | België                                                                       | 0 – 0 | Rusland                                                                        | Pinatar Arena Football Center, San Pedro del Pinatar Toeschouwers: 250 Scheidsrechter: Zuzana Valentová |
| dinsdag 22 februari 2022 20.30 Finale |                                                                              |       |                                                                                | Pinatar Arena Football Center, San Pedro del Pinatar Toeschouwers: 250 Scheidsrechter: Zuzana Valentová |
| dinsdag 22 februari 2022 20.30 Finale | Strafschoppen                                                                |       |                                                                                | Pinatar Arena Football Center, San Pedro del Pinatar Toeschouwers: 250 Scheidsrechter: Zuzana Valentová |
| dinsdag 22 februari 2022 20.30 Finale | 1 Philtjens Wijnants De Caigny Cayman Evrard Biesmans Minnaert Vanwynsberghe | 7 – 6 | Belomyttseva Mashkova Fedorova Samoylova Sjeina Abdullina Petrova Simanovskaya | Pinatar Arena Football Center, San Pedro del Pinatar Toeschouwers: 250 Scheidsrechter: Zuzana Valentová |

| Pinatar Cup 2022 Winnaar |
| ------------------------ |
| BELGIË 1ste titel        |

### Eindrangschikking
| Plaats | Land      |
| ------ | --------- |
| Goud   | België    |
| Zilver | Rusland   |
| Brons  | Ierland   |
| 4      | Wales     |
| 5      | Schotland |
| 6      | Hongarije |
| 7      | Slowakije |
| 8      | Polen     |

### Doelpuntenmakers
2 doelpunten
- Dóra Zeller ³
- Jelizaveta Lazareva ²
- Jessica Fishlock ³

1 doelpunt
- Hannah Eurlings ³
- Janice Cayman ³
- Tine De Caigny ³
- Sarah Wijnants ³
- Henrietta Csiszár ³
- Fanny Vágó ³
- Lucy Quinn ³
- Louise Quinn ²
- Denise O'Sullivan ³
- Paulina Dudek ²
- Weronika Zawistowska ³
- Jana Sjeina ²
- Lana Clelland ³
- Abi Harrison ³
- Martha Thomas ²
- Maria Mikolajova ³
- Stela Semanova ³
- Natasha Harding ³

² = 2 wedstrijden gespeeld
³ = 3 wedstrijden gespeeld